# Dan LaCouture
Dan LaCouture (Hyannis, 18 aprile 1977) è un ex hockeista su ghiaccio statunitense professionista che ha giocato giocava nel ruolo di ala sinistra. In carriera ha disputato 343 partite in National Hockey League e 369 in American Hockey League.

## Statistiche

### Club
| Stagione   | Squadra             | Stagione regolare | Stagione regolare | Stagione regolare | Stagione regolare | Stagione regolare | Stagione regolare | Playoff | Playoff | Playoff | Playoff | Playoff |
| Stagione   | Squadra             | Lega              | P                 | G                 | A                 | Pt                | PIM               | P       | G       | A       | Pt      | PIM     |
| ---------- | ------------------- | ----------------- | ----------------- | ----------------- | ----------------- | ----------------- | ----------------- | ------- | ------- | ------- | ------- | ------- |
| 1997–98    | Hamilton Bulldogs   | AHL               | 77                | 15                | 10                | 25                | 31                | 5       | 1       | 0       | 1       | 0       |
| 1998–99    | Hamilton Bulldogs   | AHL               | 72                | 17                | 14                | 31                | 73                | 9       | 2       | 1       | 3       | 2       |
| 1998–99    | Edmonton Oilers     | NHL               | 3                 | 0                 | 0                 | 0                 | 0                 | —       | —       | —       | —       | —       |
| 1999–00    | Hamilton Bulldogs   | AHL               | 70                | 23                | 17                | 40                | 85                | 6       | 2       | 1       | 3       | 0       |
| 1999–00    | Edmonton Oilers     | NHL               | 5                 | 0                 | 0                 | 0                 | 10                | 1       | 0       | 0       | 0       | 0       |
| 2000–01    | Edmonton Oilers     | NHL               | 37                | 2                 | 4                 | 6                 | 29                | —       | —       | —       | —       | —       |
| 2000–01    | Pittsburgh Penguins | NHL               | 11                | 0                 | 0                 | 0                 | 14                | 5       | 0       | 0       | 0       | 2       |
| 2001–02    | Pittsburgh Penguins | NHL               | 82                | 6                 | 11                | 17                | 71                | —       | —       | —       | —       | —       |
| 2002–03    | Pittsburgh Penguins | NHL               | 44                | 2                 | 2                 | 4                 | 72                | —       | —       | —       | —       | —       |
| 2002–03    | New York Rangers    | NHL               | 24                | 1                 | 4                 | 5                 | 0                 | —       | —       | —       | —       | —       |
| 2003–04    | New York Rangers    | NHL               | 59                | 5                 | 2                 | 7                 | 82                | —       | —       | —       | —       | —       |
| 2004–05    | Providence Bruins   | AHL               | 64                | 12                | 15                | 27                | 52                | 6       | 1       | 1       | 2       | 4       |
| 2005–06    | HC Davos            | NLA               | 4                 | 2                 | 1                 | 3                 | 4                 | —       | —       | —       | —       | —       |
| 2005–06    | Boston Bruins       | NHL               | 55                | 2                 | 2                 | 4                 | 53                | —       | —       | —       | —       | —       |
| 2006–07    | Lowell Devils       | AHL               | 39                | 8                 | 3                 | 11                | 33                | —       | —       | —       | —       | —       |
| 2006–07    | New Jersey Devils   | NHL               | 6                 | 0                 | 0                 | 0                 | 7                 | —       | —       | —       | —       | —       |
| 2007–08    | HC Lugano           | NLA               | 15                | 1                 | 1                 | 2                 | 18                | —       | —       | —       | —       | —       |
| 2008–09    | Carolina Hurricanes | NHL               | 11                | 2                 | 0                 | 2                 | 10                | —       | —       | —       | —       | —       |
| 2008–09    | Albany River Rats   | AHL               | 12                | 1                 | 5                 | 6                 | 7                 | —       | —       | —       | —       | —       |
| 2008-09    | Barys Astana        | KHL               | 12                | 27                | 1                 | 3                 | 51                | 3       | 0       | 0       | 0       | 0       |
| 2009-10    | Providence Bruins   | AHL               | 9                 | 2                 | 0                 | 2                 | 7                 | —       | —       | —       | —       | —       |
| Totale NHL | Totale NHL          | Totale NHL        | 348               | 22                | 25                | 47                | 358               | 6       | 0       | 0       | 0       | 2       |

## Palmarès

### Competizioni nazionali
- Campionato NCAA: 1

 Boston U. Terriers: 1996-97